# Amnesia
La amnesia (del griego αμνησία amnesia, olvido) es la pérdida parcial o completa de la memoria. En términos médicos, es un déficit del funcionamiento de la memoria durante el cual el individuo es incapaz de conservar o recuperar información almacenada con anterioridad. 
Es la pérdida de memoria o la ausencia de recuerdos debido a un daño cerebral o a un trauma psicológico. También se refiere a la incapacidad para almacenar recuerdos a partir de un daño cerebral. No es una enfermedad unitaria, sino que existen varios tipos. Con respecto al tipo de memorias que se alteran, se distingue a la amnesia retrógrada (pérdida de recuerdos previos al incidente o lesión) y a la anterógrada (incapacidad de almacenar nuevos recuerdos a partir de una lesión o incidente).  
Según Wilson et al. (2006), se trata de una pérdida de memoria de la identificación personal. En general, se le asocia con enfermedades orgánicas del cerebro, psicosis (por ejemplo esquizofrenia) e histeria, y es frecuentemente producida de manera deliberada.
Sus causas pueden ser orgánicas o funcionales. Las causas orgánicas incluyen daño al cerebro, causado por enfermedades o traumas, o por uso de ciertas drogas (generalmente sedantes). Las causas funcionales son factores psicológicos como mecanismos de defensa. La amnesia histérica postraumática es un ejemplo de causa funcional.
Entre otras causas, Glannon (2013) afirma que se encuentra la anestesia, dado que provoca disrupciones en los mecanismos de la consolidación de la memoria.
Puede ser también espontánea, en el caso de la amnesia transitoria global (TGA, por sus siglas en inglés). El índice de casos es mayor en personas de edad media y avanzada, particularmente varones; y habitualmente dura menos de 24 horas.
Los enfermos amnésicos recuerdan acontecimientos recientes, pero no pueden formar memorias a largo plazo. No parecen capaces de transferir información desde los sistemas de memoria a corto plazo a los sistemas de memoria a largo plazo, un déficit por tanto que afecta a lo que hemos denominado consolidación de la memoria.

## Signos y síntomas
Las personas con amnesia pueden aprender información nueva, sobre todo si se trata de conocimientos no declarativos. Sin embargo, en algunas situaciones, las personas con amnesia anterógrada densa no recuerdan los episodios durante los cuales aprendieron u observaron previamente la información. Algunas personas con amnesia muestran niveles anormales de pérdida de memoria, confusión y dificultad para recordar a otras personas o lugares. Las personas que se recuperan a menudo no recuerdan haber tenido amnesia.

### Información declarativa
La memoria declarativa puede dividirse en memoria semántica y memoria episódica, siendo la memoria semántica la de los hechos y la episódica la de los recuerdos relacionados con los acontecimientos.
Aunque un paciente con amnesia puede tener una pérdida de memoria declarativa, esta pérdida puede variar en su magnitud, así como la información declarativa a la que afecta, dependiendo de muchos factores. Por ejemplo, una paciente que tenía pérdida de memoria declarativa retrógrada como resultado de un daño bilateral en el lóbulo temporal medial, pero aún era capaz de recordar cómo realizar algunas habilidades declarativas. Era capaz de recordar cómo leer música y las técnicas utilizadas en el arte. Había conservado la memoria declarativa relacionada con habilidades para algunas cosas, aunque tenía déficits en otras tareas de memoria declarativa. Incluso puntuó más alto en memoria declarativa relacionada con habilidades que en el control en técnicas de acuarela, una técnica que utilizaba en su carrera profesional antes de adquirir amnesia. 

#### Información semántica
La pérdida de información semántica en la amnesia está más estrechamente relacionada con el daño en el lóbulo temporal medial o del neocortex.
Algunos pacientes con amnesia anterógrada aún pueden adquirir cierta información semántica, aunque les resulte más difícil y no estén relacionados con conocimientos más generales. El caso de Henry Molaisson, cambió la forma de pensar sobre la memoria. El caso se publicó por primera vez en un artículo de William Beecher Scoville y Brenda Milner en 1957. Se trataba de un paciente con epilepsia grave atribuida a un accidente de bicicleta a los nueve años. Los médicos no pudieron controlar sus ataques con fármacos, por lo que el neurocirujano Scoville probó un nuevo enfoque que implicaba cirugía cerebral. Le extirpó el lóbulo temporal medial bilateralmente mediante una lobectomía temporal. La epilepsia mejoró, pero Molaison perdió la capacidad de formar nuevos recuerdos a largo plazo (amnesia anterógrada). Su capacidad de memoria a corto plazo era normal. Si le daban una lista de palabras, las olvidaba en aproximadamente un minuto. Sin embargo, Molaisson podía dibujar con precisión un plano de la casa en la que vivía después de la operación, aunque hacía años que no vivía allí.
Existe evidencia de que el hipocampo y el lóbulo temporal medial pueden ayudar a consolidar los recuerdos semánticos, pero entonces están más correlacionados con el neocórtex. Mientras que las lesiones del hipocampo normalmente conducen a la pérdida de la memoria episódica, si hay algún efecto sobre la memoria semántica, es más variado y no suele durar tanto.

#### Información episódica
Una de las razones por las que los pacientes no pueden formar nuevos recuerdos episódicos, se debe probablemente a que la región CA1 del hipocampo tiene una lesión, por lo que el hipocampo no puede establecer conexiones con el córtex. Tras un episodio isquémico (una interrupción del flujo sanguíneo al cerebro), un estudio de resonancia magnética 
del paciente R.B.

NOTA:  NOTA:
después de la cirugía, mostró que su hipocampo estaba intacto excepto por una lesión específica restringida a las células piramidales CA1. En un caso, la amnesia global transitoria fue causada por una lesión del hipocampo CA1. Aunque se trató de un caso temporal de amnesia, sigue demostrando la importancia de la región CA1 del hipocampo en la memoria. La pérdida de memoria episódica es más probable que ocurra cuando ha habido daño en el hipocampo. Existen pruebas de que el daño en el lóbulo temporal medial se correlaciona con una pérdida de memoria episódica autobiográfica.

### Información no declarativa
Algunos pacientes con amnesia retrógrados y anterógrados son capaces de memoria no declarativa, incluyendo el aprendizaje implícito y el aprendizaje procedimental. Por ejemplo, algunos pacientes muestran mejoría en el experimento de las secuencias pseudoaleatorias al igual que las personas sanas; por lo tanto, el aprendizaje procedimental puede proceder independientemente del sistema cerebral necesario para la memoria declarativa. Algunos pacientes con amnesia son capaces de recordar habilidades que habían aprendido sin ser capaces de recordar conscientemente dónde habían aprendido esa información. Por ejemplo, pueden aprender a realizar una tarea y ser capaces de llevarla a cabo más tarde sin recordar que la aprendieron.  Según estudios de fMRI, la adquisición de recuerdos procedimentales activa los ganglios basales, el córtex premotor y el área motora suplementaria, regiones que normalmente no están asociadas con la formación de recuerdos declarativos. Este tipo de disociación entre memoria declarativa y procedimental también puede encontrarse en pacientes con amnesia diencefálica como el síndrome de Korsakoff. 
Otro ejemplo demostrado por algunos pacientes, como K.C. y H.M., que tienen daño temporal medial y amnesia anterógrada, sigue teniendo priming perceptivo. El cebado se llevó a cabo en muchos experimentos diferentes de amnesia, y se descubrió que los pacientes pueden ser cebados; no tienen un recuerdo consciente del evento, pero la respuesta está ahí. Esos pacientes obtuvieron buenos resultados en la tarea de completar fragmentos de palabras. Existen algunas pruebas de que la memoria no declarativa puede retenerse en forma de habilidades motoras. Sin embargo, esta idea ha sido cuestionada, ya que se argumenta que las habilidades motoras requieren tanto información declarativa como no declarativa.

## Tipos de amnesia

### Según su clasificación cronológica
- Amnesia anterógrada. Los nuevos eventos no son transferidos a la memoria a largo plazo. Quien la sufre solo será capaz de recordar lo que haya ocurrido antes del inicio de este tipo de amnesia. El complemento de esta es la amnesia retrógrada.
- Amnesia retrógrada. No se recordarán eventos que hayan ocurrido antes del comienzo de la enfermedad.

Estos términos se usan para categorizar síntomas, no para indicar una particular causa de etiología.
Ambas categorías de amnesia pueden presentarse simultáneamente en el paciente y son consecuencia del daño en regiones del cerebro muy asociadas con la memoria episódica-memoria declarativa declarativa: los lóbulo temporal medio lóbulos temporales medios y, especialmente, el hipocampo.[cita requerida]

### Según su clasificación etiológica
- Amnesia postraumática. Generalmente es causada por una lesión en la cabeza que no penetra el cráneo. Frecuentemente es transitoria y la duración de la amnesia está relacionada con el grado de daño causado. Un trauma ligero, como un accidente automovilístico, que no sea más que un suave latigazo, puede causar una pérdida parcial de memoria de los eventos ocurridos justo antes del accidente, debido a una breve interrupción en el mecanismo de transferencia de la memoria de corto a largo plazo. A este mecanismo se lo conoce como consolidación de la memoria, y consta de cambios moleculares basados en síntesis de proteínas que forman representaciones fijas en el cerebro. La persona que sufre amnesia postraumática también puede presentar un estado de coma, que puede durar desde segundos hasta semanas, dependiendo de la gravedad del trauma. Tras el estado de coma se presenta un período de confusión. La persona sufrirá amnesia anterógrada de los eventos ocurridos en el periodo de confusión.
- Amnesia disociativa. Es un trauma psicológico causado por alguna depresión, generalmente por algún ser u objeto.
- Estado de fuga. También conocido como fuga disociativa, es causado por un trauma psicológico y habitualmente es temporal. El Manual Merck lo define como: «uno o más episodios de amnesia en el cual la inhabilidad para recordar algunos o todos los eventos pasados y también la pérdida de identidad o la formación de una nueva identidad ocurren cuando de repente, e inesperadamente, se viaja con un propósito fuera de casa».
- Amnesia infantil Amnesia de la niñez (o amnesia infantil). Es la incapacidad común de recordar eventos de nuestra niñez. Mientras que Sigmund Freud la atribuía a la represión sexual, otros han teorizado que se debe al desarrollo del lenguaje o a partes inmaduras del cerebro.
- Amnesia global. La pérdida total de la memoria. Puede deberse a un mecanismo de defensa, el cual ocurre después de un evento traumático. El desorden de estrés postraumático puede acarrear el regreso espontáneo de recuerdos traumáticos no deseados.
- Amnesia postsináptica. Acontece cuando eventos ocurridos durante una sesión de hipnosis son olvidados.
- Amnesia psicogénica. Es el resultado de una causa psicológica en oposición a la amnesia orgánica, cuya causa es el daño directo al cerebro generado por una lesión en la cabeza, un trauma físico o alguna enfermedad.
- Amnesia de fuente. Es un desorden de la memoria en el cual alguien puede recordar cierta información, pero no sabe dónde o cómo la obtuvo.
- Síndrome de desconfianza en la memoria. Es un término inventado por el psicólogo Gisli Gudjonsson para describir una situación en la que la persona es incapaz de confiar en su propia memoria.
- Amnesia di encefálica medial. Amnesia que se ve en trastornos de la memoria que están asociados con lesiones del diencéfalo medial. Un ejemplo de estos trastornos es el síndrome de Korsakoff. Se han realizado autopsias a personas que padecían el síndrome y las mismas han mostrado lesiones en el hipotálamo medial y el tálamo medial.
- Amnesia invocada. La ingesta excesiva de alcohol en un plazo muy corto puede causar un fenómeno de bloqueo de la memoria similar a los síntomas de la amnesia.

## Causas
Existen tres categorías generalizadas de situaciones en las que una persona puede adquirir amnesia. Las tres categorías son: trauma cerebral (ejemplo:  lesiones en la cabeza), sucesos traumáticos (ejemplo:  vivenciar algo devastador para la mente) o deficiencias físicas (ejemplo: atrofia del hipocampo). La mayoría de las amnesias y problemas de memoria relacionados derivan de las dos primeras categorías, ya que son las más comunes, y la tercera podría considerarse una subcategoría de la primera.
- Trauma cerebral es un rango muy amplio, ya que comprende cualquier tipo de lesión o acción activa hacia el cerebro, que pueda causar amnesia. La amnesia retrógrada y anterógrada se ve más a menudo en eventos como este; un ejemplo sería la terapia electroconvulsiva, que causa ambos tipos en el paciente receptor.
- Los sucesos traumáticos son más subjetivos. Lo que es traumático depende de lo que la persona considere traumático. En cualquier caso, un suceso traumático es un acontecimiento en el que ocurre algo tan angustioso, que la mente opta por olvidar en lugar de lidiar con el estrés. Un ejemplo común de amnesia causada por sucesos traumáticos es la amnesia disociativa, que se produce cuando la persona olvida un suceso que la ha perturbado profundamente.[14] Un ejemplo sería el de una persona que olvida un accidente de coche fatal y gráfico, en el que se han visto implicados sus seres queridos.
- Las deficiencias físicas son diferentes de los traumatismos craneoencefálicos, porque las deficiencias físicas se inclinan más hacia los problemas físicos pasivos. Algunos ejemplos de deficiencias físicas son la enfermedad de Alzheimer, los síndromes paraneoplásicos neurológicos como la encefalitis por receptores anti-NMDA y la deficiencia de vitamina B12.

Entre las causas específicas de amnesia se encuentran las siguientes:
- La Terapia electroconvulsiva en la que se inducen eléctricamente convulsiones en los pacientes para obtener un efecto terapéutico puede tener efectos agudos que incluyen amnesia retrógrada y anterógrada.[15]
- El consumo de alcohol puede causar amnesia[16] y tener efecto deletéreo sobre la formación de la memoria.[17]

## Tratamiento
Muchas formas de amnesia se curan solas sin necesidad de tratamiento. Sin embargo, hay algunas maneras de hacer frente a la pérdida de memoria si se necesita tratamiento. Dado que hay una variedad de causas de diferentes tipos de amnesias, hay diferentes métodos, algunos más adecuados según el tipo de amnesia de que se trate. El apoyo emocional y el amor, así como la medicación y la terapia psicológica, han demostrado su eficacia.
Una técnica para el tratamiento de la amnesia es la terapia cognitiva u ocupacional. En la terapia, los pacientes con amnesia desarrollarán las habilidades de memoria que tienen e intentarán recuperar algunas que hayan perdido, descubriendo qué técnicas ayudan a recuperar recuerdos o a crear nuevas vías de recuperación. También puede incluir estrategias para organizar la información con el fin de recordarla más fácilmente y para mejorar la comprensión de conversaciones largas.
Otro mecanismo utilizado es aprovechar la ayuda tecnológica disponible, como por ejemplo usar un dispositivo digital personal para llevar un registro de las tareas cotidianas. Se pueden configurar recordatorios para las citas, cuándo tomar los medicamentos, los cumpleaños y otros acontecimientos importantes. También se pueden almacenar muchas imágenes para ayudar a los pacientes con amnesia a recordar los nombres de amigos, familiares y compañeros de trabajo. Cuadernos, calendarios de pared, recordatorios de pastillas y fotografías de personas y lugares son ayudas de memoria de baja tecnología que también pueden ser útiles.
Aunque no hay medicamentos disponibles para tratar la amnesia, las afecciones médicas subyacentes pueden tratarse para mejorar la memoria. Estas afecciones incluyen, entre otras, función tiroidea baja, enfermedad hepática o enfermedad renal, accidente cerebrovascular, depresión, trastorno bipolar y coágulos sanguíneos en el cerebro. El síndrome de Wernicke-Korsakoff consiste en carecer de tiamina, y reponer esta vitamina consumiendo alimentos ricos en tiamina como cereales integrales, legumbres (alubias y lentejas), frutos secos, carne magra de cerdo y levadura ayuda a reducir la amnesia. El tratamiento del alcoholismo y la prevención del consumo de alcohol y drogas ilícitas pueden prevenir daños mayores, pero en la mayoría de los casos no recuperarán la memoria perdida.
Aunque se producen mejoras cuando los pacientes reciben determinados tratamientos, hasta el momento no existe un remedio real para la amnesia. El grado de recuperación del paciente y la duración de la amnesia dependen del tipo y la gravedad de la lesión.

## En la ficción
La amnesia global es un motivo común en la ficción, a pesar de ser extraordinariamente raro en la realidad. En la introducción a su antología The Vintage Book of Amnesia, Jonathan Lethem escribe:

La amnesia real y diagnosticable (personas que reciben golpes en la cabeza y olvidan sus nombres) es en su mayoría solo un rumor en el mundo. Es una condición rara, y por lo general breve. Sin embargo, en libros y películas, las versiones de amnesia acechan en todas partes, desde episodios de Misión Imposible hasta obras maestras de metaficción y absurdo, con docenas de paradas en el medio. Puede que los amnésicos no existan mucho, pero los personajes amnésicos tropiezan por todas partes a través de cómics, películas y nuestros sueños. Todos los hemos conocido y hemos sido ellos.

Lethem remonta las raíces de la amnesia literaria a Franz Kafka y Samuel Beckett, entre otros, alimentada en gran parte por la filtración en la cultura popular del trabajo de Sigmund Freud, que también influyó fuertemente en películas de género como film noir. La amnesia se usa con tanta frecuencia como un recurso de trama en las películas, que incluso se ha desarrollado un diálogo estereotípico ampliamente reconocido a su alrededor, con la víctima preguntando melodramáticamente "¿Dónde estoy? ¿Quién soy yo? ¿Qué soy yo?", o a veces preguntando por su propio nombre, "¿Bill? ¿Quién es Bill?"
En las películas y la televisión, particularmente en las sitcoms y las telenovelas, a menudo se describe que un segundo golpe en la cabeza, similar al primero que causó la amnesia, lo curará. En realidad, sin embargo, las conmociones cerebrales repetidas pueden causar déficits acumulativos que incluyen problemas cognitivos y, en casos extremadamente raros, incluso pueden causar inflamación del cerebro mortal asociada con el síndrome del segundo impacto.
En la ciencia ficción que involucra una mascarada que esconde sociedades mágicas o alienígenas de la humanidad, como los Hombres de Negro o la Fundación SCP, las organizaciones ficticias pueden inducir amnesia deliberada a través de las drogas o tecnología avanzada para borrar las mentes de aquellos que ven fenómenos sobrenaturales.